# Préfecture
Une préfecture est une division administrative territoriale ou une administration.

## Empire romain
Le mot préfecture (issu du latin præfectura) était d'abord le nom donné par les Romains aux villes qui dépendaient d'eux et que gouvernait un préfet (præfectus), par opposition aux municipes et aux colonies, qui jouissaient de tout ou partie du droit de citoyen romain.
Sous l'empereur Dioclétien, l'Empire romain était divisé en quatre préfectures dirigées par des préfets du prétoire :
- la préfecture d'Orient ;
- la préfecture d'Illyrie ;
- la préfecture d'Italie ;
- la préfecture des Gaules.

Ces préfectures étaient constitués par un regroupement de diocèses, eux-mêmes subdivisés en provinces.

## France
En France, le terme préfecture désigne à la fois :
- la fonction d'un préfet ;
- la ville où il siège (chef-lieu de département ou de région) ;
- les services administratifs qui le secondent ;
- le bâtiment qui héberge le préfet et ses services[1].

## Italie
En Italie, une préfecture est la délégation au niveau territorial du Ministère de l'intérieur. Elle est gérée par un préfet, et se réfère au niveau provincial, dans des domaines tels que la gestion de la communauté locale, la sécurité publique, l'immigration, la sphère économique, les élections locales, et en général représente le gouvernement au niveau local.
La région autonome et bilingue (italien-français) de la Vallée d'Aoste, est la seule région italienne sans provinces. Par conséquent, les fonctions de la préfecture sont exercées par les organes de pouvoir régionaux.

## Japon
Le Japon est divisé administrativement en 47 préfectures, parmi lesquelles on compte :
- 43 ken ou département ou préfecture rurale ;
- 1 to ou métropole (la capitale Tokyo) ;
- 1 dō ou marche (l'île de Hokkaidō) (parfois appelé ken) ;
- 2 fu ou gouvernement urbain (l'ancienne capitale Kyoto et la ville d'Osaka).

Ces départements sont en fait les subdivisions des huit régions historiques du Japon, appelés en français districts ou régions , et comprennent de 1 (Hokkaidō) à 9 départements.
Le département d'Hokkaidō, le plus vaste du Japon, est pour cette raison le seul à être divisé en 14 sous-préfectures.

## Maroc
Au Maroc, les préfectures sont l'équivalent urbain des provinces ets sont au nombre de 13.